# الاحجف (خيران المحرق)

تعديل مصدري - تعديل

الاحجف هي إحدى قرى عزلة الدانعى بمديرية خيران المحرق التابعة لمحافظة حجة، بلغ تعداد سكانها 34 نسمة حسب تعداد اليمن لعام 2004.